# اوسیپاونیتسا
اوسیپاونیتسا (به صربی: Osipaonica) یک منطقهٔ مسکونی در صربستان است که در اسمدرفو واقع شده‌است. اوسیپاونیتسا ۳٬۵۶۰ نفر جمعیت دارد و ۷۵ متر بالاتر از سطح دریا واقع شده‌است.